# Fellini 8 ½
Fellini 8 ½, també coneguda com a 8½ i com a Vuit i mig, (títol original en italià: 8½ o Otto e mezzo) és una pel·lícula del 1963, dirigida per Federico Fellini, que pretén recrear l'atmosfera i els problemes quotidians als quals es troba abocat un director de cinema (interpretat per Marcello Mastroianni) com ara la seva de manca de creativitat, els problemes materials, la pressió de la premsa, l'estrès, etc. El film conté elements autobiogràfics i el seu títol Fellini 8 ½ fa referència a la pel·lícula mateixa, la qual va suposar la vuitena producció i mitja que Fellini va dirigir després d'acumular un historial format per sis pel·lícules, dos curtmetratges i una col·laboració amb el director Alberto Lattuada (les tres darreres produccions compten només la meitat cada una). La pel·lícula es va doblar al català.
Fellini 8 ½ va guanyar l'Oscar a la millor pel·lícula de parla no anglesa i en una enquesta del British Film Institute del 2002 feta a directors de cinema va sortir elegida com la tercera millor pel·lícula de la història.

## Argument
El protagonista Guido Anselmi, un cèlebre i estressat director de cinema que ja ha deixat enrere el punt àlgid de la seva carrera, ha perdut tant la inspiració com la seguretat necessària per finalitzar la seva darrera obra. Abatut, decideix retirar-se en un reclòs balneari per tal de reposar. Això no obstant, són totes les persones de les quals el confós director es volia distanciar, qui precisament el persegueixen al seu refugi: el guionista, el productor, la seva dona i la seva amant. Atabalat per l'entorn, Guido només es pot encomanar als seus somnis per tal d'abstreure's. Així, el seu particular món oníric format de records i fantasies va intercalant-se d'una subtil manera amb una realitat que acaba esdevenint fins i tot confusa i delirant.

## Repartiment
| Intèrpret            | Personatge       | Veu en català        |
| -------------------- | ---------------- | -------------------- |
| Marcello Mastroianni | Guido Anselmi    | Arseni Corsellas     |
| Claudia Cardinale    | Claudia          | Marta Angelat        |
| Anouk Aimée          | Luisa Anselmi    | Maria Luisa Solá     |
| Sandra Milo          | Carla            | Maria Jesús Lleonart |
| Barbara Steele       | Gloria Molin     | Sílvia Vilarrasa     |
| Giuditta Rissone     | Mare de Guido    | Elsa Fàbregas        |
| Annibale Ninchi      | Pare de Guido    | Fèlix Benito         |
| Guido Alberti        | Pace             | Isidro Sola          |
| Mario Pisu           | Mario Mezzabotta | Josep Maria Ullod    |

## Rerefons i interpretació
Amb aquesta obra, Fellini va pretendre abordar els seus propis problemes com a tema principal de la pel·lícula. El director italià es trobava aleshores immers també en una crisi de creativitat, la qual va convertir en el tema de la seva pròxima pel·lícula. Guido, el protagonista, es pot considerar com l'àlter ego de Fellini i els seus somnis són subconscients representacions metafòriques de la seva vida real.

## Premis i nominacions

### Premis[6]
- Oscar a la millor pel·lícula de parla no anglesa
- Oscar al millor vestuari en blanc i negre
- Bodil a la millor pel·lícula europea

### Nominacions[6]
- Oscar al millor director
- Oscar al millor guió original
- Oscar a la millor direcció artística en blanc i negre
- BAFTA a la millor pel·lícula